# Північ-2
«Північ-2» (рос. Север-2) — високоширотна повітряна експедиція, що проводилася в СРСР в березні — травні 1948 року.

## Діяльність
Начальник експедиції — генерал-лейтенант О. О. Кузнецов.
Були здійснені польоти з первинними посадками на дрейфуючий лід. У роботах брали участь літаки: Лі-2, Іл-12 і Пе-8. Командири: М. В. Водоп'янов, О. П. Штепенко, М. А. Титлов, І. І. Черевичний, І. С. Котов, А. І. Задков, В. І. Масленников, М. Н. Камінський, М. І. Козлов, Н. Н. Андрєєв, М. С. Агровит, А. Багров, Л. В. Шульженко.
18 квітня 1948 року океанограф Я. Я. Гаккель та його колеги по експедиції, проводячи вимірювання глибин в одному з районів Центральної Арктики, виявили глибини, що підтверджують наявність підводного хребта, названого пізніше хребтом Ломоносова.
23 квітня 1948 року П. А. Гордієнко, П. К. Сенько, М. М. Сомов та М. Е. Острекін були доставлені літаком на точку з координатами 90° пн. ш. Потім той же літак забрав їх назад вже в якості перших в світі людей, що з абсолютною достовірністю побували в цій точці Північного полюсу.

### Особовий склад
1. М. О. Острекін — заступник начальника експедиції, геофізик.
2. Б. Є. Брюнель — метеоролог.
3. В. П. Орлов — метеоролог.
4. К. К. Федченко — геофізик.
5. М. М. Сомов — океанолог.
6. Я. Я. Гаккель — географ.
7. О. Ф. Трьошников — океанолог.
8. І. С. Піщанський — кригодослідник.
9. В. М. Сокольников — кригодослідник.
10. В. Г. Канаки — аерометеоролог.
11. В. Т. Тимофєєв — океанолог.
12. Н. А. Волков — океанолог.
13. К. І. Чуканін — метеоролог.
14. Н. А. Міляєв — геофізик.
15. М. М. Нікітін — океанолог.
16. П. Г. Лобза — гідрохімік.
17. Е. І. Толстіков — аерометеоролог.
18. В. Ф. Пронін — метеоролог.
19. О. А. Романенко — синоптик.
20. Г. А. Пономаренко — океанолог.
21. Г. Д. Свєтлаєв — геофізик.
22. П. А. Гордієнко — океанолог.
23. П. К. Сенько — геофізик.